# Nasir (Sudan del Sud)
Nasir és una petita ciutat de l'estat del Nil Superior al Sudan del Sud. La població es troba a la riba nord del riu Sobat, a 30 km en línia recta des de la frontera d'Etiòpia. És el centre administratiu del districte de Nasir (anomenat també Luakpiny).
Charles W. Gwynn va passar a través d'aquesta població mentre estava reconeixent la frontera del Sudan amb Etiòpia el març de 1900. Allà va trobar "un jove oficial egipci al càrrec d'una posició del govern però no havia tingut contacte amb ningú d'ençà que el riu Sobat s'havia assecat i estava esperant ansiosament la seva pujada amb l'esperança d'un vaixell de vapor per reomplir les seves provisions.".
A la segona guerra civil sudanesa, el 1991 el EPAS es va dividir en dues fraccions, una que tenia la base principal a Torit i una altra que la tenia a Nasir. Per un temps (1991-1994) foren conegudes per aquestos noms (EPAS-Torit i EPAS-Nasir)